# Singerina
Singerina is een monotypisch geslacht van schimmels behorend tot de familie Agaricaceae. Het bevat alleen Singerina indica.